# Ligeophila
Ligeophila là một chi thực vật có hoa trong họ, Orchidaceae.